# Radio Sevilla
Radio Sevilla es una emisora de radio de la ciudad de Sevilla (Andalucía, España). Pertenece a la Cadena SER. Su sede se encuentra en la calle Rafael González Abreu, 6. La Cadena SER pertenece al Grupo Prisa.
Fue fundada en 1924. En 1925 se creó otra emisora local, con la que se fusionó en 1927.

## Frecuencias
Radio Sevilla comparte su sede, en la calle González Abreu, con la sección regional de otras emisoras del Grupo Prisa.
Estas emisoras están en las siguientes frecuencias:
| Emisora                             | Frecuencia |
| Radio Sevilla (onda media)          | 792 AM     |
| Radio Sevilla (frecuencia modulada) | 103.2 FM   |
| Los 40 Classic                      | 94.8 FM    |
| Los 40                              | 97.1 FM    |
| Cadena Dial                         | 102.4 FM   |
| Radiolé                             | 101.5 FM   |
| Ser + Sevilla                       | 96.5 FM    |

## Programación
Radio Sevilla emite en cadena con el resto de emisoras de la Cadena SER la programación nacional que se realiza en los estudios de Radio Madrid, excepto los programas  La ventana y Si amanece nos vamos,  que se realizan en los estudios de Radio Barcelona.
Según el Estudio General de Medios (EGM) de 2016, los programas con más audiencia de la emisora Radio Sevilla son: La ventana, Hora 25. Andalucía, Hoy por hoy. Sevilla, A vivir que son dos días. Andalucía, El larguero (deportivo) y La cámara de los balones (deportivo).
El programa cofrade Cruz de guía ha llegado a las 60 temporadas en 2016.

## Historia
En 1924 obtuvieron licencias para emitir Radio Barcelona (EAJ-1), Radio España de Madrid (EAJ-2), Radio Cádiz (EAJ-3) y Estación Castilla (EAJ-4). Estación Castilla era de Madrid y fue fundada por el ingeniero Antonio Castilla.
El 31 de julio de 1924 el Radio Club Sevillano, 4XX, obtuvo autorización para emitir bajo el indicativo EAJ-5. La emisora comenzó a emitir pero los problemas técnicos llevaron a que en septiembre la emisión fuese suspendida temporalmente. En octubre consta que la prensa local publicaba la programación de esta radio local. El 18 de octubre 4XX se convirtió definitivamente en EAJ-5. La primera sede fue el número 16 de la calle Marqués de Nervión. Usaban un emisor relativamente potente construido por Radio Ibérica, de los Hermanos de la Riva. Al año siguiente, tras discrepancias internas en el Radio Club Sevillano, se creó la Asociación Radio Sevilla, dirigida por Manuel García Ballesta, y que contaba con el prestigioso locutor Ramón García Lara. Esta asociación logró una autorización para emitir en abril de 1925, como EAJ-17, y comenzó a emitir el 1 de julio de ese año.
En 1924 solo había contabilizados en la ciudad un centenar de receptores de radio (aunque probablemente el número real era mayor) y la falta de audiencia hizo que ambas radios tuvieran pocos ingresos. EAJ-5 emitía con un cuarto de kilovatio de potencia y EAJ-17 emitía con medio kilovatio. En el contenido de ambas radios había noticieros con acontecimientos extraídos de la prensa local, charlas y contenidos musicales.
El 2 de octubre de 1925 EAJ-17 transmitió desde el teatro San Fernando la ópera Carmen, lo que supuso un hito en la historia de la radio local. Para competir con esto, el 12 de octubre EAJ-5 colocó altavoces en la plaza San Francisco para que la ciudadanía pueda escuchar una locución del jefe del Directorio, Miguel Primo de Rivera. A comienzos de 1926 ambas emisoras llegaron a un acuerdo: EAJ-17 emitía entre las 19 y las 21 horas y EAJ-5 entre las 21 y las 23 horas. A partir de julio ambas emisoras emitieron la misma programación en días alternos. Ese mismo año, Unión Radio llegó a acuerdos con EAJ-5 y EAJ-17 para crear Unión Radio Sevilla, que mantuvo el EAJ-5.

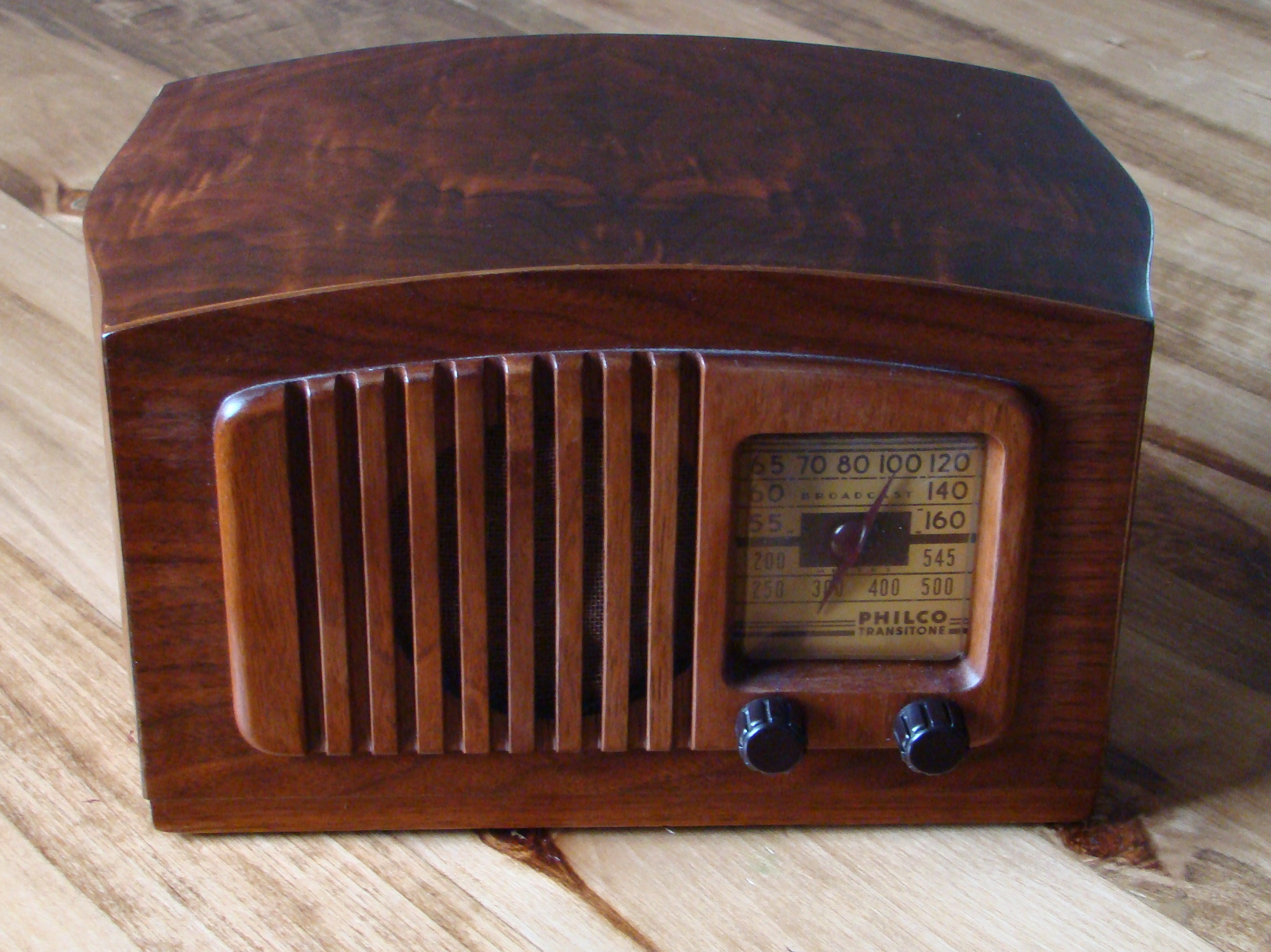
Receptor de radio Philco Modelo PT-44 (1941)

En enero de 1927 EAJ-5 trasladó su sede a un inmueble en la calle Rafael González Abreu. En esta etapa emitía con 1 kW de potencia y usaba un moderno micrófono Reitz. En 1928 su potencia pasará a 2 kW. Ese mismo año la emisora creó un "espacio para oyentes", que sugerían música que era reproducida en discos de gramófono. La emisora cubrió también los eventos de la Exposición Iberoamericana de 1929. La emisora realiza este año sus primeras retransmisiones deportivas. El 2 de febrero emitió el partido Rácing de Santander-Sevilla y el 15 de marzo el partido España-Portugal. Este mismo año se empezó a retransmitir la Semana Santa de Sevilla.
En 1931 Unión Radio Sevilla era la única emisora de onda media de Andalucía y alcanzaba las provincias de Huelva, Cádiz, Córdoba
y Jaén; situadas en el valle del Guadalquivir. Esta radio narró también el paso de la monarquía a la II República ese mismo año. En 1932 tuvo lugar un golpe de Estado encabezado por los generales Barrera y Sanjurjo. Este último tuvo la intención de realizar el golpe desde Sevilla. El presidente Azaña frustró la intentona en Madrid, pero Sanjurjo emitió un discurso desde Unión Radio Sevilla en tono triunfalista nombrándose Capitán General de Andalucía. No obstante, Sanjurjo fue detenido al día siguiente en Huelva.
En los primeros años de la II República adquirió a la BBC un emisor de 5 kW por 80.000 pesetas. También amplió su horario de emisión. Por estar en la cadena Unión Radio tuvo acceso a información más completa de ámbito nacional y tomó programas de diversos temas de Unión Radio Madrid. Con el patrocinio de Ford Motor Ibérica, lograron emitir desde Sevilla un programa de Barcelona. También lograron difundir contenidos internacionales, como la inauguración del Congreso Eucarístico Internacional de Buenos Aires, un festival dedicado a Wagner en Viena y conciertos de la BBC.
Unos días antes del alzamiento contra la II República el director de la estación, el ingeniero Antonio Fontán, acordó con José Cuesta Monereo, uno de los responsables de la sublevación en Sevilla, apoyarlo. El 18 de julio de 1936 las tropas sublevadas tomaron Sevilla. Durante los días siguientes Queipo de Llano, director de los sublevados en la ciudad, emitió varias locuciones. El 28 de julio la radio fue intervenida por Radio España de Madrid. Queipo dio discursos en esta emisora hasta enero de 1938.
En 1938 Rafael Alberti realizó el entremés satírico Radio Sevilla, donde caricaturizaba las charlas de Queipo de Llano.
A finales de los años 30 esta radio contaba ya con 7000 discos (una de las mayores colecciones de España). En septiembre de 1940 Unión Radio se transformó en la Sociedad Española de Radiodifusión (SER).

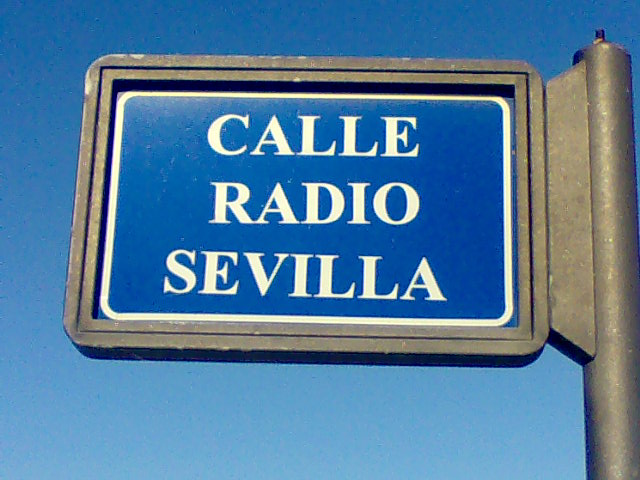
Rótulo de la calle Radio Sevilla, en el centro de la ciudad.

El ingeniero técnico Fernando Machado Cayuso dirigió Radio Sevilla desde 1941 hasta 1973.
En 1942 Radio Sevilla creó su primer programa concurso. En 1948 la estación tiene tres programas de cara al público: Dígalo con música (para poner música solicitada por los oyentes), Hacia la fama (para cantantes nuevos) y Lo toma o lo deja (concurso). Estos dos últimos programas estuvieron dirigidos por el conocido periodista radiofónico Rafael Santisteban. Santisteban trajo a sus programas a personajes como Antonio Machín, Pepe da Rosa, Carmen Florido, Lola Flores o Carmen Sevilla. En la década de 1950 el humorista Pepe da Rosa tuvo un programa de imitaciones llamado Las cosas de don Pepe.
El periodista Filiberto Mira se destacó en Radio Sevilla con un programa taurino llamado Los toros y con otro sobre cofradías llamado Cruz de guía.
En 1972, un año antes de la jubilación de Fernando Machado, fue designado director Manuel Alonso Vicedo. No obstante, él y otros cuatro periodistas de la emisora murieron cuando iban en un coche desde el Puerto de Santa María a Sevilla. Tras esto, para dirigir la emisora llegó desde San Sebastián el periodista José Ignacio Gabilondo, conocido posteriormente como Iñaki Gabilondo. Gabilondo dirigió esta radio hasta 1976.

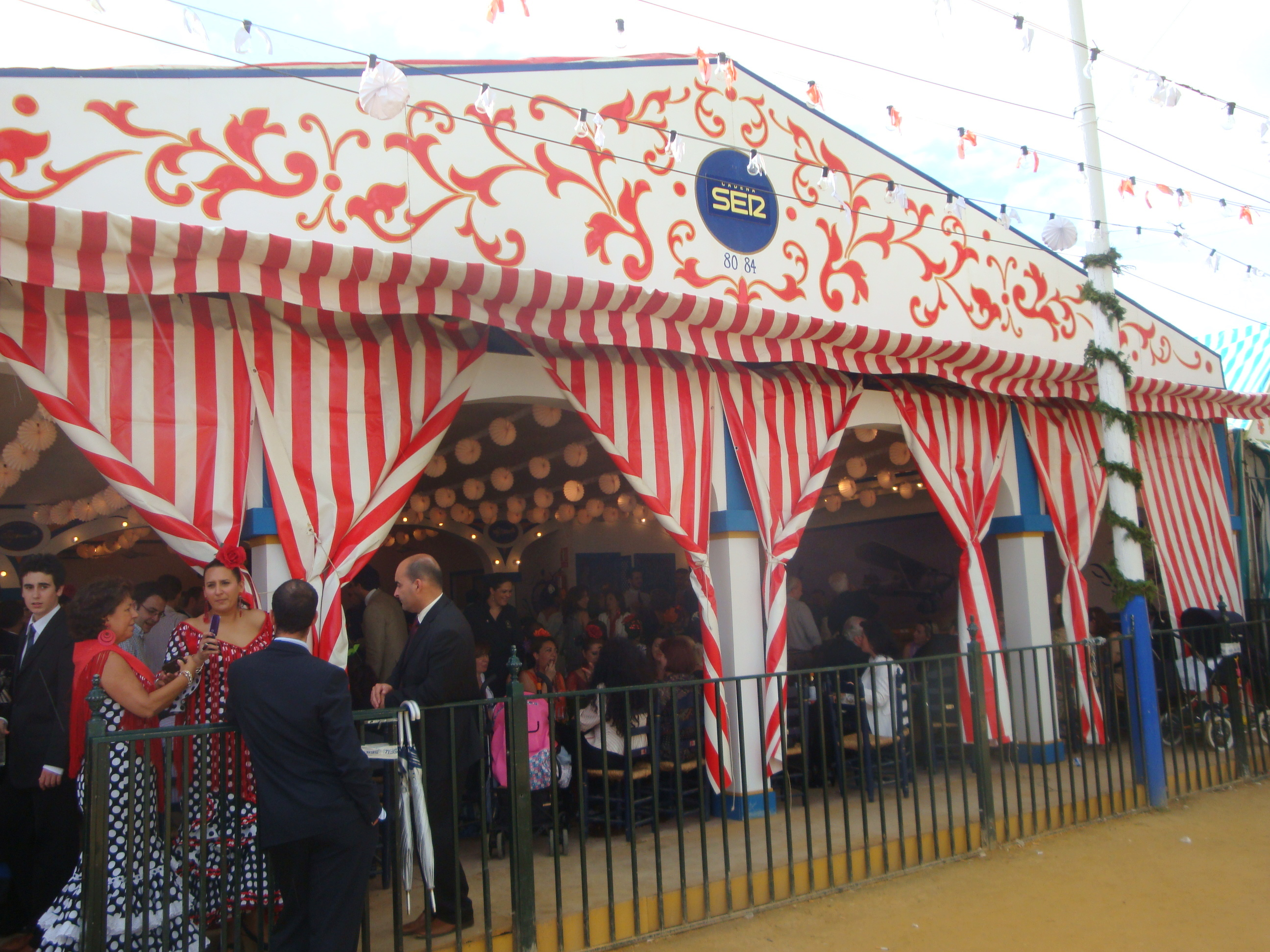
Caseta de Radio Sevilla en la Feria de Abril (2010)

Entre 1973 y 1976 todas las emisoras de la Cadena SER en Andalucía elaboraban un mismo programa de noticias regional llamado Andalucía 8:30. En 1976 Radio Sevilla creó su primer informativo regional propio.
En 1982 el entrevistador Jesús Quintero creó en Radio Nacional de España (RNE) el programa El loco de la colina, que en 1983 pasó a realizarse en Radio Sevilla para toda la Cadena Ser. El programa fue un éxito de audiencia en España y, 1986, se emitió en la radio de Argentina cosechando grandes audiencias.
Entre los años 80 y los 2000 trabajó en esta emisora el periodista deportivo José Antonio Sánchez Araujo.
El 2001 el Ayuntamiento de Sevilla rotuló una calle en la ciudad con el nombre "Radio Sevilla". En 2015 Radio Sevilla recibió la Medalla de Oro de Andalucía.
En 2017 se celebraron los premios Ondas en Sevilla.